# Johannes Staune-Mittet
Johannes Staune-Mittet   (Lillehammer, 18 de gener de 2002) és un ciclista noruec, professional des del 2021. Actualment corre a l'equip Decathlon-AG2R La Mondiale. En el seu palmarès destaca la victòria final al Girobio de 2023.
De cara a la temporada del 2024 ha confirmat el seu pas a l'equip Team Jumbo-Visma.

## Palmarès
- 2019
  -  Campió de Noruega de contrarellotge júnior
  -  Campió de Noruega de contrarellotge per equips júnior
- 2020
  -  Campió de Noruega de contrarellotge per equips júnior
- 2021
  - Vencedor d'una etapa a la Ronda de l'Isard d'Arieja
- 2022
  - 1r al Gran Premi Vorarlberg
  - 1r a la Ronda de l'Isard d'Arieja i vencedor d'una etapa
- 2023
  - 1r al Giro del Belvedere
  - 1r al Girobio i vencedor d'una etapa
  - Vencedor d'una etapa al Sazka Tour